# Houverath (Erkelenz)
Houverath (mit stummem u) ist ein Ortsteil der Stadt Erkelenz im Kreis Heinsberg in Nordrhein-Westfalen. Westlich von der Ortschaft liegt der Weiler Houverather Heide.

## Geografie
Houverath liegt am westlichen Rand der Erkelenzer Börde. Im Osten erstreckt sich als schmales Band zwischen Börde und Rurtal das Baaler-Wassenberger Riedelland.

### Lage

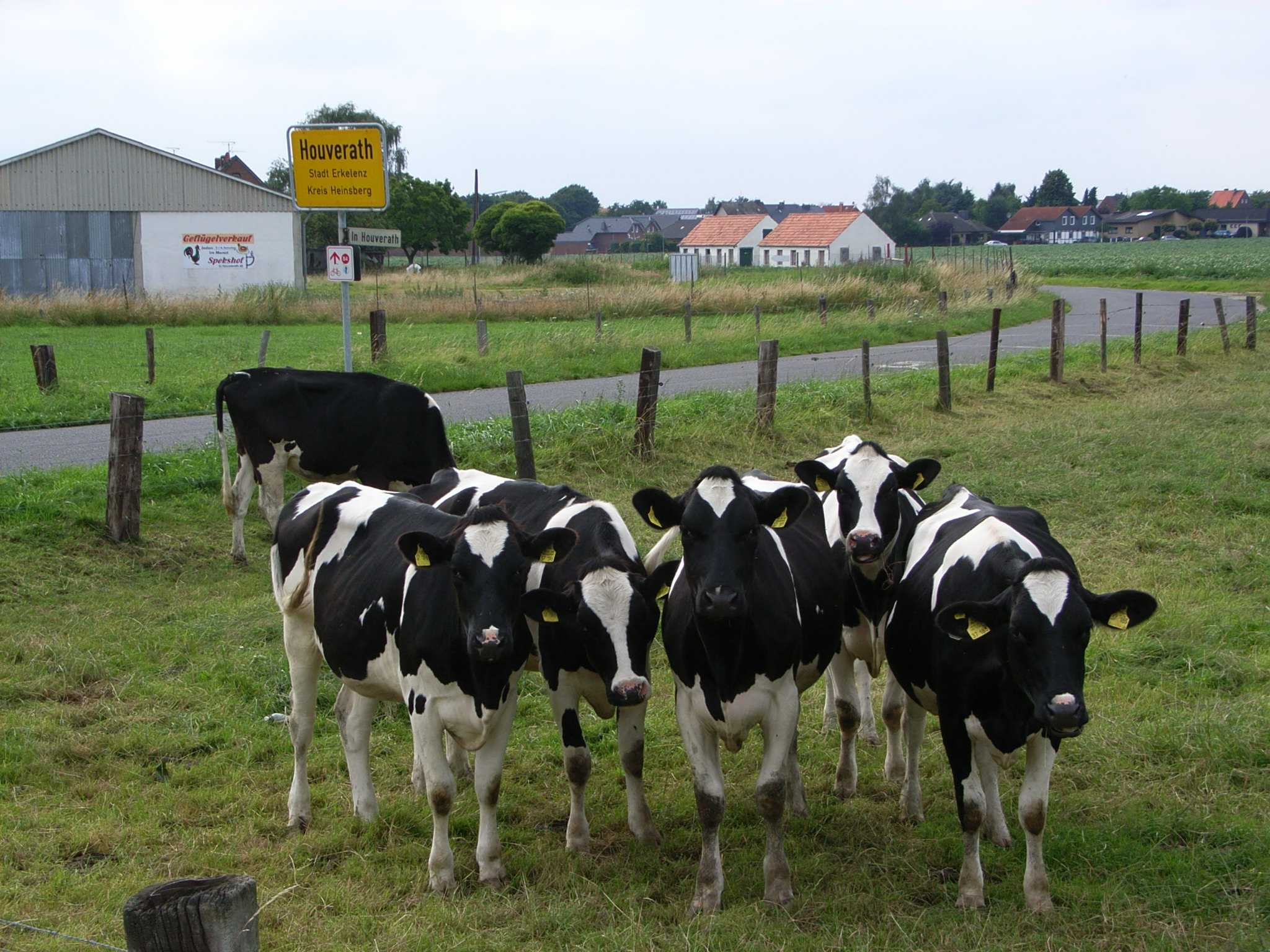
Östliche Ortszufahrt

Im Norden liegt Golkrath, im Nordosten Matzerath, im Osten Haus Hohenbusch, im Südosten Hetzerath, im Süden Doveren, im Südwesten Hückelhoven und im Westen Kleingladbach. Die letzten drei Orte gehören zur Stadt Hückelhoven.
Im Süden von Houverath führt die Landstraße Erkelenz-Hückelhoven an dem Dorf vorbei. Parallel hierzu verläuft auch die Autobahn A 46, südlich befindet sich die Anschlussstelle Hückelhoven Ost.

### Siedlungsform
Houverath war im 19. Jahrhundert ein Straßendorf. Die Besiedlung erstreckte sich entlang der heutigen Straße „In Houverath“. Einzelne Bauerngehöfte standen entlang der Straße „In der Vore“.
Bemerkenswert ist ein von Wassergraben umgebenes Gehöft, welches noch auf der Tranchotkarte verzeichnet ist und der ungefähren Lage des heutigen „Püllenhofes“ entspricht.

## Geschichte
Die erste urkundliche Erwähnung des Ortes erfolgte im Jahr 1262. Da sich Edelherren des Mittelalters jedoch nach ihrem Stammsitz zu nennen pflegten, kann man davon ausgehen, dass Houverath noch älter ist. In einer Urkunde von 1259, die dem vormaligen Wassenberger Stift entstammt, befindet sich der Vermerk:

„1259, mense Augusto. Waleramus dux Lemburgensis übergiebt dem Kleriker Heinrich, Sohn des Sibertus de Hugenrode, der auf 20 Morgen Land bei Ursbec, die Wassenbergisches Lehen sind, verzichtet, 16 andre Morgen Land bei Wassenberg.“

Daraus ergibt sich, dass der genannte Kleriker Heinrich de Hugenrode Sohn des Sibertus de Hugenrode ist und demnach Houverath weit vor 1259 bereits Stammsitz dieses Geschlechtes war.
Houverath lag im Mittelalter und in der Frühen Neuzeit im Gericht Kleingladbach, das zum Amt Wassenberg des Herzogtums Jülich gehörte. Während der französischen Besatzung von 1794 bis 1814 wurde Houverath der Mairie Kleingladbach im Kanton Erkelenz zugeordnet. Ab 1815 unter preußischer Herrschaft verblieb das Dorf in der Bürgermeisterei Kleingladbach im Landkreis Erkelenz. Am 1. Oktober 1935 wurde Houverath und Houverather Heide (51° 4′ 24″ N, 6° 14′ 30″ O) der neu gegründeten Gemeinde Golkrath zugeschlagen. Diese Gemeinde gehörte zum Amt Erkelenz-Land.
Am 1. Januar 1972 wurde die Gemeinde Golkrath, zu der Houverath bis dahin gehörte, in die Stadt Erkelenz eingemeindet.

### Ortsnamen
Im Jahr 1262 wurde der Ort erstmals als „(de) Hugenrode“ urkundlich erwähnt; 1312/50 als „Hougenroide“; 1453 als „Huegenroide“; 1554 als „Huffenraidt“; 1669 erscheint das Dorf als „Huveradt“.

### Religion

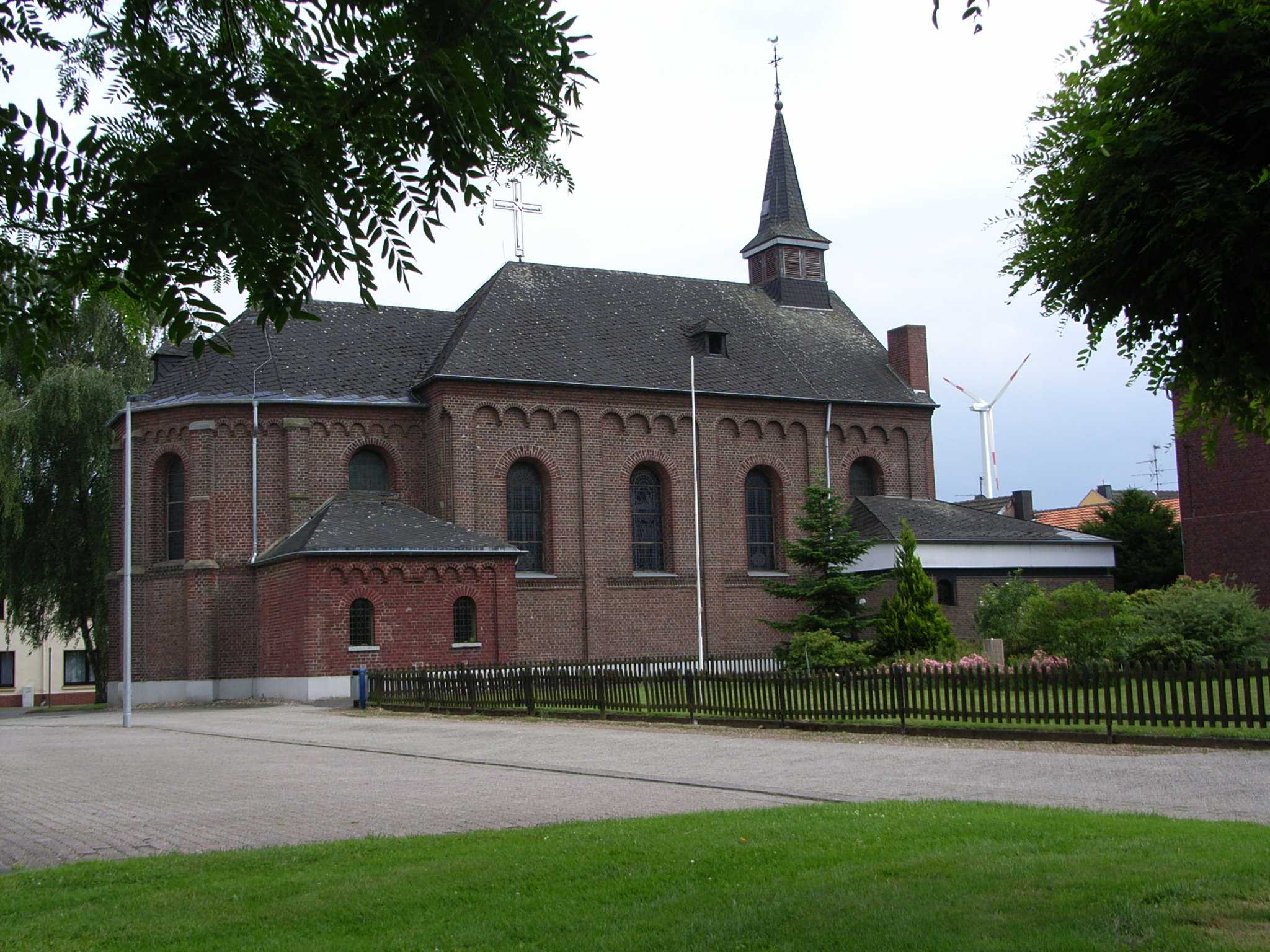
Houverather Pfarrkirche

Die Bevölkerung ist überwiegend katholisch. Das ursprünglich zur Pfarre Kleingladbach gehörige Houverath wurde 1913 Pfarr-Rektorat, im selben Jahr erfolgte die Anlage des Friedhofs. Die Kirche St. Laurentius wurde 1887 eingeweiht.

## Kultur

### Sehenswürdigkeiten
- Pfarrkirche St. Laurentius
- Marienkapelle von 1922

### Vereine
- Freizeitgemeinschaft Rheingold Houverath 1977
- Trommler- und Pfeiferkorps 1960 Houverath e. V.
- St. Laurentius-Schützenbruderschaft Houverath e. V. von 1929

## Infrastruktur
- Katholische Grundschule Houverath im Schulverbund Franziskus-Schule Erkelenz & Houverath. Die Schule nimmt seit 2010 am Comenius-Programm der Europäischen Union teil und erhielt am 4. Mai 2014 das Zertifikat „Europaschule in NRW“.

## Verkehr
Die AVV-Buslinie 406 der WestVerkehr verbindet Houverath wochentags mit Erkelenz, Hückelhoven und Linnich.
Zudem verkehrt der Multi-Bus seit dem 9. Juni 2024 kreisweit erweitert und zu einheitlichen Bedienzeiten. Mehr Informationen gibt es bei WestVerkehr.
| Linie | Verlauf |
| ----- | --- |
| 406   | Erkelenz Bf – Matzerath – Houverath – Golkrath – Kleingladbach – (Ratheim – Millich –) Hückelhoven – Hilfarth – Brachelen – (Lindern Kirche → Lindern Bf → Linnich Markt) / (Linnich Schulzentrum –) Linnich-SIG Combibloc |

## Persönlichkeiten
- Arnold Poll (1925–2016) wirkte von 1966 bis 2016 in Houverath als Pfarrer. Er baute das Kindermissionswerk und die Sternsingeraktion auf. Der Prälat war Ehrenbürger der Stadt Erkelenz.